# Vriesea arpocalyx
Vriesea arpocalyx är en gräsväxtart som först beskrevs av Éduard-François André, och fick sitt nu gällande namn av Lyman Bradford Smith. Vriesea arpocalyx ingår i släktet Vriesea och familjen Bromeliaceae. Inga underarter finns listade i Catalogue of Life.